# 二甲基硅烷
二甲基硅烷是一种有机硅化合物，化学式为C2H8Si，是一种易燃物质。它可由二氯硅烷和二甲基锌反应制得：
{\displaystyle \mathrm {SiCl_{2}H_{2}+\ 2\ Zn(CH_{3})_{2}\ {\xrightarrow[{}]{}}\ Si(CH_{3})_{2}H_{2}\ +\ 2\ ClZnCH_{3}} }
它可以应用于化学气相沉积。